# Ursula Katharina Lubomirska
Ursula Katharina Lubomirska, död 1743, var en polsk aristokrat. Hon var mätress till Polens kung August den starke mellan 1700 och 1705. 
Hon ersatte år 1700 Maximiliane von Lamberg och presenterades offentligt av kungen vid hovet, där hon beskrevs som vacker, charmerande och livlig. Hon fick 1704 en son med kungen, och mottog titeln riksfurstinna. August var dock inte trogen utan hade också ett förhållande med Maria Aurora von Spiegel; Lubomirska förblev dock hans officiella mätress. 
År 1705 ersattes Lubomirska som mätress av Anna Constantia von Brockdorff. Hon lämnade hovet och drog sig tillbaka till sitt eget gods med ekonomiskt stöd från August. Hon gifte sedan om sig, och kunde efter Brockdorffs fall 1713 åter delta i hovlivet. 